# كهف بيكتوغراف (بيلينغز، مونتانا)
كهف بيكتوغراف (بالإنجليزية: Pictograph Cave)‏؛ هو كهف يقع في مقاطعة يلوستون في الولايات المتحدة.

## السياحة
يعد «كهف بيكتوغراف» أحد مواقع الجذب السياحي في مقاطعة يلوستون في ولاية مونتانا الأمريكية.